# Monts Dore
Das Massiv der Monts Dore (franz. massif des Monts Dore) liegt im französischen Zentralmassiv der Auvergne im Département Puy-de-Dôme.

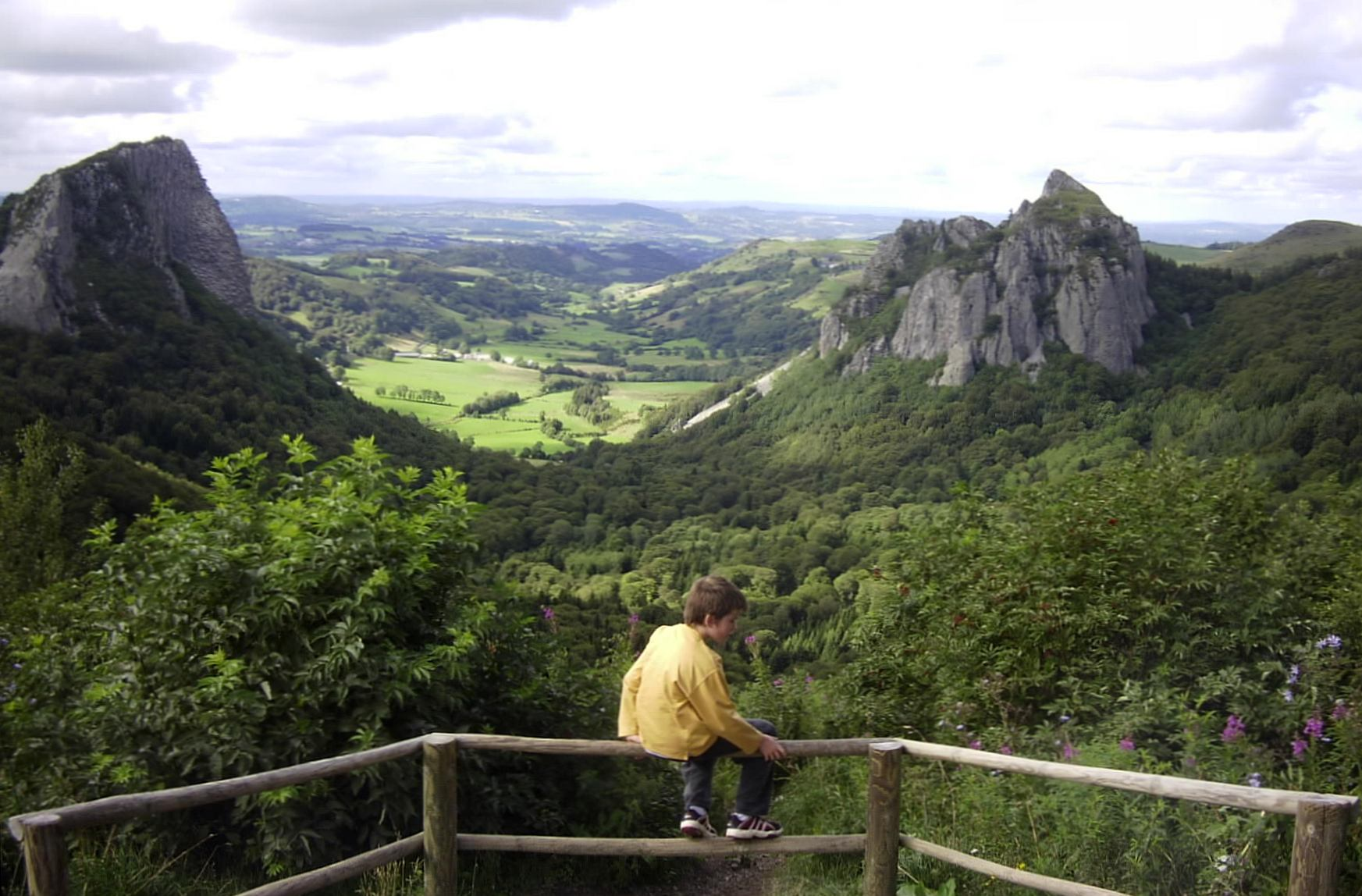
Felsenformation in den Monts Dore, links der Tuilière, rechts der Sanadoire

## Geologie
Die Bergkette ist vulkanischen Ursprungs. Die höchsten Erhebungen sind der Puy de la Perdrix (1824 m), Puy de Sancy (1885 m) und Puy Ferrand (1854 m). Diese umgeben hufeisenförmig das nach Nordosten geöffnete Vallée de Chaudefour. Am Eingang des Tales liegt als Ausgangspunkt für Wanderungen ein naturkundliches Informationszentrum. Als weitere vulkanische Attraktion sei auf die Felsenformation Roches Tuilière et Sanadoire hingewiesen. Am Rand des Massivs liegen vulkanische Seen und Maare wie der Badesee Lac Chambon im Nordosten und der Lac Pavin im Südosten.

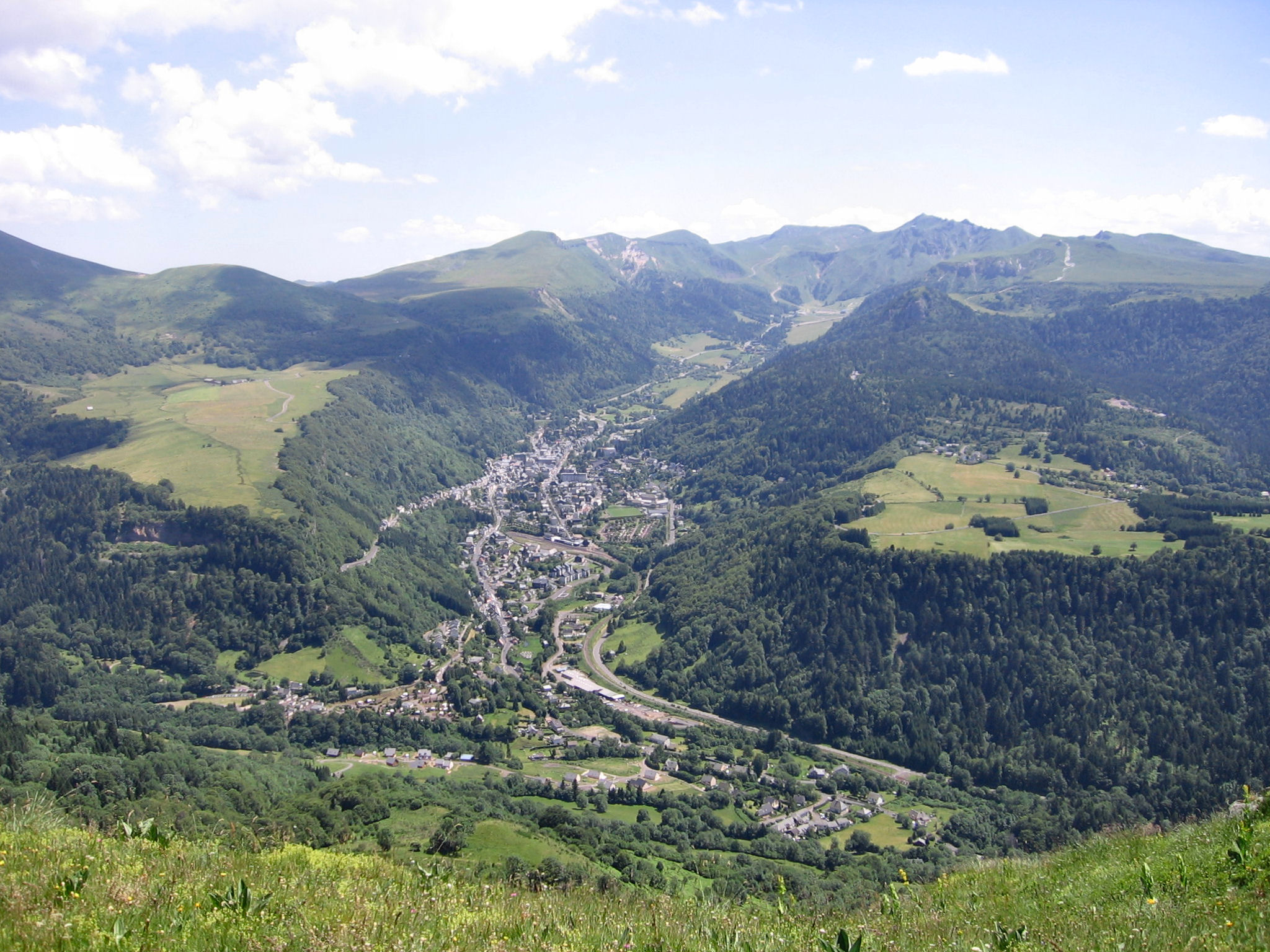
Blick auf Mont-Dore

## Tourismus
Am Fuß des Puy de la Perdrix liegt auf 1350 m Höhe der Wintersportort Super Besse mit einer modernen Betonarchitektur. Von hier führt eine Gondelseilbahn auf den Gipfel des Puy de la Perdrix.
Unterhalb des Puy de Sancy liegt das traditionelle Kurheilbad Mont-Dore am Ufer der hier aus zwei Bachläufen zusammenfließenden Dordogne. Thermalbäder und Kurhäuser strahlen den Charme der Jahrhundertwende aus. Am Ortsrand finden sich 30 m hohe Wasserfälle und südlich führt eine weitere Gondelbahn hoch zum Puy de Sancy. Auf 1250 m Höhe fährt eine denkmalgeschützte Standseilbahn aus dem Jahr 1897, die Funiculaire du Capucin.
Das Gebiet liegt im Regionalen Naturpark Volcans d’Auvergne.

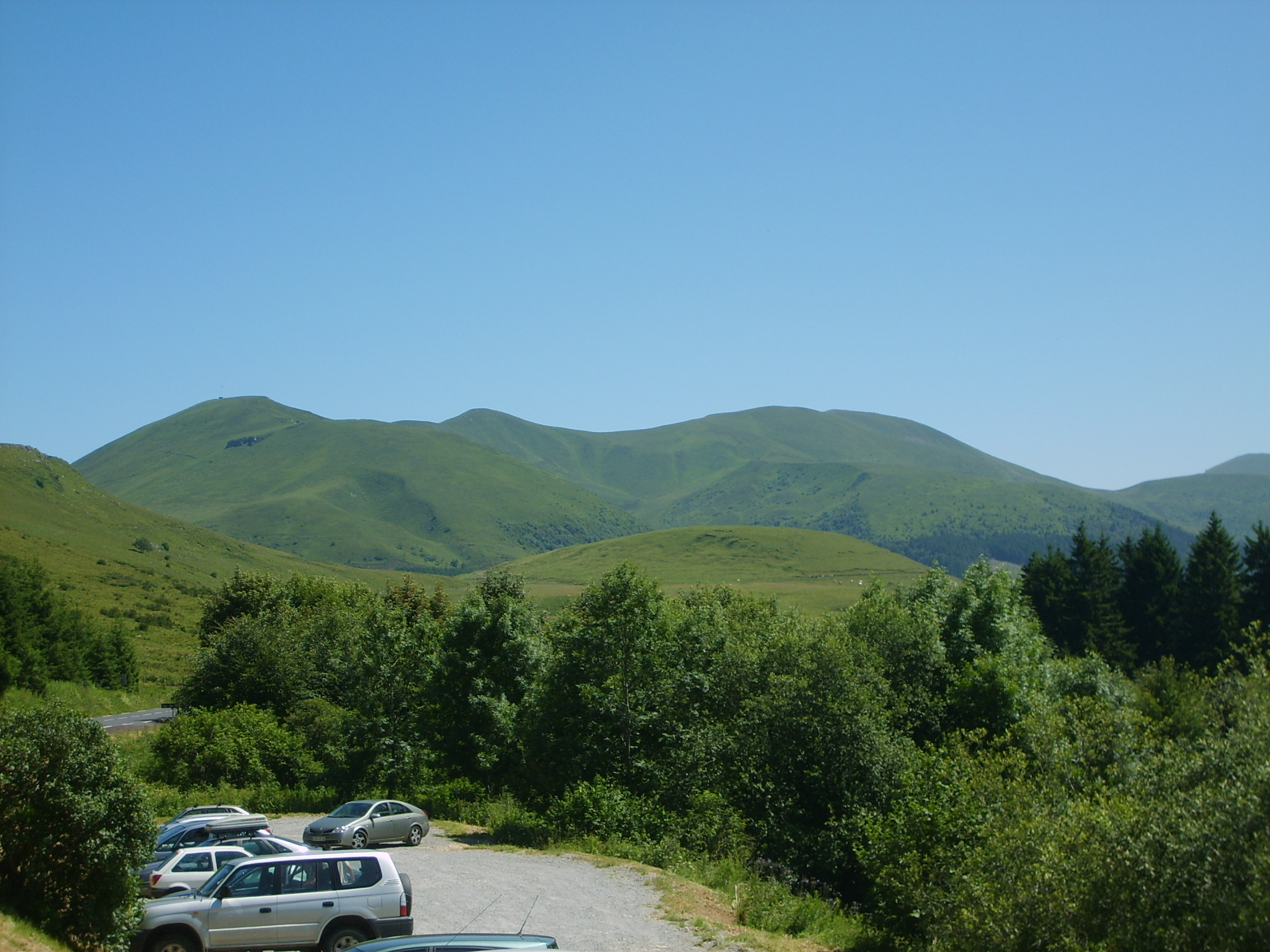
Monts Dore

## Autosport
Im August finden jährliche Autorennen auf der engen kurvigen Strecke hinauf zum Col de la Croix bei Mont-Dore statt.

## Weblinks

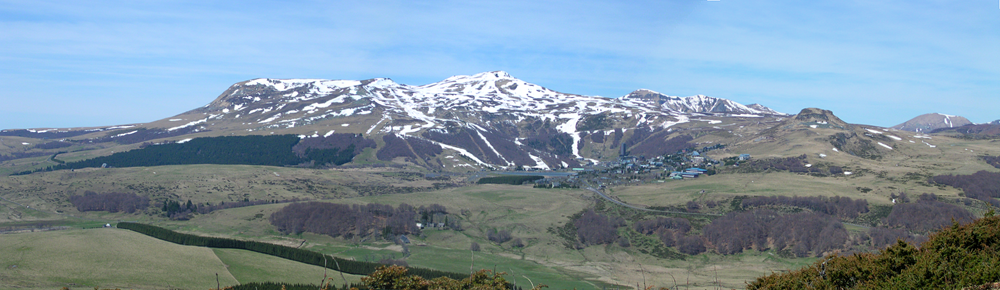
Südseite der Monts Dore mit Puy de Sancy und Super-Besse